# 肾素
肾素（瑞典语、德语、英语：Renin），也被称为血管紧张素原酶，是肾素-血管紧张素系统的组成部分。肾素最早于1898年由瑞典斯德哥尔摩卡罗琳学院生理学教授Robert Tigerstedt发现、描述並命名。

## 结构
肾素前体由406个氨基酸残基组成，包括分别包含20和46个氨基酸的前/后片断。成熟的肾素包含340个氨基酸残基，分子量为37kD。

## 分泌
肾素由腎小球旁器的细胞经以下刺激分泌：
- 血压下降
- 肾单位超滤液（原尿）中氯化钠浓度下降
- 交感神经兴奋

人的肾素分泌有至少两条细胞途径：分泌肾素原的结构途径和分泌成熟肾素的经调解途径。

## 功能
肾素通过剪切肝脏合成的血管紧张素原产生血管紧张素I。血管紧张素I能进一步被血管紧张素转化酶（Angiotensin Converting Enzyme, ACE）剪切成血管紧张素II。 血管紧张素II能够高效地收缩血管，增加醛固酮和抗利尿激素分泌，刺激下丘脑产生渴觉，并最终升高血压。
分泌肾素的颗粒细胞接受致密斑（macula densa）细胞分泌的前列腺素刺激。
而致密斑能通过血管内的牵张感受器感知远端小管流量下降，也能接受神经刺激（主要通过β-1肾上腺素能受体）。通过致密斑的远端小管流量下降反映了肾滤过压的降低。而肾素的主要功能即是通过最终升高血压来维持肾滤过压。